# セイリーンビルの戦い
セイリーンビルの戦い（セイリーンビルのたたかい、英:Battle of Salineville）は、南北戦争のモーガンの襲撃中の1863年7月26日に、オハイオ州セイリーンビル近くで起こった戦闘である。南軍が関わった戦闘では最も北で起こったものの一つだった。北軍の決定的勝利によってジョン・ハント・モーガン准将の残っていた南軍騎兵隊を壊滅させ、モーガンはその日遅くに捕虜になった。

## 背景
1863年6月、南軍ジョン・ハント・モーガン准将はテネシー州の宿営地を2,460名の騎兵と共に離れ、テネシー州の南軍から北軍オハイオ軍の注意を逸らそうとした。7月8日、モーガンはケンタッキー州内に留まれと言われていた命令に逆らって、ブランデンバーグでオハイオ川を渡り、インディアナ州に入った。コリドンの戦いでの勝利の後、モーガンは東のオハイオ州に入り、北軍ジェイムズ・M・シャッケルフォード准将の部隊に追跡された。7月19日、モーガンはオハイオ州メグズ郡ポメロイの上流、バッフィントン島でオハイオ川の向こうのウェストバージニア州に入ろうとした。部隊の中のある者は川をうまく渉って南部に戻った。しかし、北軍エドワード・H・ホブソン准将とヘンリー・M・ジュダ准将の部隊がモーガン隊の兵士推計800ないし1,200名を捕まえ、アダム・"ストーブパイプ"・ジョンソン大佐の指揮する300名ほどはなんとか上流で渡った。
モーガン将軍と残った400名の兵士は逃亡したが川の渡河地点からは離れた。もう一度渡河を試みたがこれも失敗し、北へ向かって最終的にコロンビアナ郡に到着して、このときもどこかでオハイオ川を渡り南部に向かおうとしていた。その経路では、ムーアフィールド、ハリスビル、ニューアセンズ、スミスフィールド、ニューアレクサンドリア、ウィンターズビル、トゥーリッジ、リッチモンド、イーストスプリングフィールド、ベアゴルズおよびモンロービル（ジェファーソン郡）を含み多くの脅威となる村を通って行った。馬が消耗し、部隊兵は感情的にも肉体的にも疲れ果てており、モーガンは追跡者が川に近付こうとする試みを遮るなかで北に徒歩で進んだ。

## 戦闘とモーガンの降伏
北軍のシャッケルフォード将軍はモーガン隊の追跡を続け、イリノイ州、ケンタッキー州、テネシー州、ミシガン州およびオハイオ州の騎兵、砲兵および騎乗歩兵の混成部隊に、ストイベンビルの民兵隊を率いていた。モーガンの疲れきった兵士達は孤立し、常に追跡を受ける中で敵地深く進んで行った。最終的にモーガン隊は7月26日にオハイオ州リスボンの近くセイリーンビルで側面を衝かれ遮断された。モーガン隊は勢力で劣ったまま、およそ3,000名の北軍に対して血路を開こうとした。その後の1時間半足らずの銃撃戦でモーガン隊は364名の損失（戦死23名と負傷者数名、および300名近くが捕虜になった）を出した。それでもモーガン将軍と少数の兵士が当初は捕獲を免れた。しかし、午後2時、この集団はセイリーンビルから約8マイル (13 km) 北東のウェストポイント近くで第9ケンタッキー騎兵連隊のジョージ・W・ルー少佐に降伏した。今日、降伏の地点には歴史銘盤が立てられている。
ルー少佐は後に、モーガン将軍が近付いてくる少佐をまず見た時に、捕まえていた捕虜の一人でオハイオ民兵のバーブリッジという名の大尉に降伏し、バーブリッジが直ぐにモーガンとその仲間の士官達を仮釈放し、その行為で非戦闘員としてケンタッキー州の家に戻ることを許した、と報告した。ルーはその「降伏」を認めず、モーガンが正式に北軍に降伏したのであると主張し、仮釈放を無視した。その部隊はモーガンをコロンバスに連れて行き、モーガンとその士官達の多くはオハイオ州刑務所に収監された。捕虜になった兵士達の多くはキャンプ・チェイスなど北部の他の戦争捕虜収容所に送られた。
1863年7月と8月、オハイオ州知事デイビッド・トッドはモーガンの降伏について審問を行った。トッド知事はバーブリッジ大尉は実際にはリスボンの1市民、ジェイムズ・バービックであり、オハイオ州民兵隊で士官を務めたことは無かったと判断した。つまりトッド知事は、バービックはモーガンに対して権限が無く、北軍に対するモーガンの降伏が成立すると裁定した。
もう一つの南軍の行動であるセントオールバンズ襲撃はセイリーンビルの戦いより更に北で起こった。1864年10月19日、南軍兵30名がカナダから入り込み、バーモント州セントオールバンズを襲った。しかし、この集団は正式な南軍の部隊ではなかった。ウェストポイントのモーガン将軍降伏地点は南北戦争で正式に編成された南軍部隊が到達した最北地点と考えられている。